# Phyllostegia hispida
Phyllostegia hispida är en kransblommig växtart som beskrevs av Wilhelm B. Hillebrand. Phyllostegia hispida ingår i släktet Phyllostegia och familjen kransblommiga växter. Inga underarter finns listade i Catalogue of Life.